# Ferran Solé
Ferran Solé Sala (ur. 25 sierpnia 1992 w Sant Quirze) – hiszpański piłkarz ręczny, prawoskrzydłowy, od 2016 zawodnik Fenix Toulouse.
Reprezentant Hiszpanii, złoty medalista mistrzostw Europy w Chorwacji (2018) i najlepszy prawoskrzydłowy tego turnieju.

## Kariera sportowa
W latach 2011–2016 był zawodnikiem BM Granollers, w którego barwach grał w lidze ASOBAL. W sezonie 2015/2016, w którym zajął ze swoją drużyną 3. miejsce w Pucharze EHF, został królem strzelców tych rozgrywek z dorobkiem 70 goli w 12 meczach. W 2016 przeszedł do Fenix Toulouse.
W 2010 zdobył srebrny medal mistrzostw Europy U-18 w Czarnogórze, w których rzucił siedem bramek. W 2011 wywalczył srebrny medal mistrzostw świata U-19 w Argentynie, podczas których rozegrał siedem meczów i zdobył 12 goli. W 2012 został mistrzem Europy U-20 – w turnieju, który odbył się w Turcji, rzucił 32 bramki w siedmiu spotkaniach. W 2013 zdobył srebrny medal mistrzostw świata U-21 w Bośni i Hercegowinie, w których rzucił 28 goli.
W reprezentacji Hiszpanii zadebiutował w 2016. W 2018 zdobył złoty medal mistrzostw Europy w Chorwacji, podczas których wystąpił w ośmiu meczach i rzucił 36 bramek (5. miejsce w klasyfikacji najlepszych strzelców), a ponadto został wybrany najlepszym prawoskrzydłowym turnieju.

## Sukcesy
Reprezentacja Hiszpanii
- Mistrzostwo Europy: 2018
- Mistrzostwo Europy U-20: 2012
- 2. miejsce w mistrzostwach Europy U-18: 2010
- 2. miejsce w mistrzostwach świata U-19: 2011
- 2. miejsce w mistrzostwach świata U-21: 2013

Indywidualne
- Najlepszy prawoskrzydłowy mistrzostw Europy w Chorwacji w 2018[9]
- 5. miejsce w klasyfikacji najlepszy strzelców mistrzostw Europy w Chorwacji w 2018 (36 bramek)[10]
- Król strzelców Pucharu EHF: 2015/2016 (70 bramek; BM Granollers)

## Statystyki
| Klub                    | Sezon     | Liga   | Liga | Liga | Liga | Puchar EHF | Puchar EHF | Puchar EHF |     | Razem | Razem | Razem |
| Klub                    | Sezon     | Liga   | M    | B    | Śr.  | M          | B          | Śr.        | M   | B     | Śr.   |       |
| ----------------------- | --------- | ------ | ---- | ---- | ---- | ---------- | ---------- | ---------- | --- | ----- | ----- | ----- |
| BM Granollers           | 2011/2012 | ASOBAL | 23   | 44   | 1,9  | 4          | 11         | 2,8        | 27  | 55    | 2     |       |
| BM Granollers           | 2012/2013 | ASOBAL | 25   | 45   | 1,8  | –          | –          | –          | 25  | 45    | 1,8   |       |
| BM Granollers           | 2013/2014 | ASOBAL | 29   | 73   | 2,5  | –          | –          | –          | 29  | 73    | 2,5   |       |
| BM Granollers           | 2014/2015 | ASOBAL | 30   | 139  | 4,6  | 8          | 31         | 3,9        | 38  | 170   | 4,5   |       |
| BM Granollers           | 2015/2016 | ASOBAL | 30   | 139  | 4,6  | 12         | 70         | 5,8        | 42  | 209   | 5     |       |
| BM Granollers           | Razem     | Razem  | 137  | 440  | 3,2  | 24         | 112        | 4,7        | 161 | 552   | 3,4   |       |
| Fenix Toulouse          | 2016/2017 | LNH    | 25   | 123  | 4,9  | –          | –          | –          | 25  | 123   | 4,9   |       |
| Fenix Toulouse          | 2017/2018 | LNH    | 19   | 98   | 5,2  | –          | –          | –          | 19  | 98    | 5,2   |       |
| Fenix Toulouse          | 2018/2019 | LNH    | 13   | 49   | 3,8  | –          | –          | –          | 13  | 49    | 3,8   |       |
| Fenix Toulouse          | Razem     | Razem  | 57   | 270  | 4,7  | –          | –          | –          | 57  | 270   | 4,7   |       |
| Stan na 30 grudnia 2018 |           |        |      |      |      |            |            |            |     |       |       |       |